# Bazilije Trapezuntski
Trapezuntski car Bazilije Veliki Komnen (grčki Βασίλειος Μέγας Κομνηνός, Basileios Megas Komnēnos) (? - 6. travnja 1340.) vladao je rujan 1332. – 6. travnja 1340.
Otac mu je bio Aleksije II., trapezuntski car. Bazilijeva je baka bila carica Eudokija.
Uglavnom se vjeruje da je Bazilijeva majka bila carica Djiadjak Jaqeli. Ipak, različiti izvori različito navode ime majke.
Bazilije je bio nećak princa Mihaela, koji je poslije postao car.
Andronik III. Trapezuntski je bio Bazilijev stariji brat. Dao je ubiti svoju braću Mihaela i Đuru, ali se Bazilije spasio pobjegavši u Konstantinopol.
Nakon smrti Andronika, zavladao je njegov sin, dječak Manuel II. Trapezuntski. 1332. Manuel je svrgnut, a Bazilije je okrunjen za cara Trapezuntskog Carstva. 1333. maleni je Manuel ubijen.
Bazilije je bio tako nepopularan da su ga podanici htjeli kamenovati kad se dogodila pomrčina Sunca.
On je oženio Irenu Paleolog, ali ju nije volio, te je oženio svoju konkubinu Irenu, koja mu je rodila dva sina i dvije kćeri.
Čini se da je Irena Paleolog ubila Bazilija davši ga otrovati.

## Djeca
- Aleksije
- Ivan - Aleksije III. Trapezuntski
- Marija
- Teodora
- Helena Megala Komnena?